# Тилието
Тилиѐто (на италиански: Tiglieto; на лигурски: o Tilieto, о Тилието) е село и община в Северна Италия, провинция Генуа, регион Лигурия. Разположено е на 500 m надморска височина. Населението на общината е 573 души (към 2011 г.).
Административен център на общината е село Казавекия (Casavecchia).